# Aylacophora
Aylacophora là một chi thực vật có hoa trong họ Cúc (Asteraceae).

## Loài
Chi Aylacophora gồm các loài: